# Aldo Zelli
Aldo Zelli (Arezzo, 14 settembre 1918 – Piombino, 24 aprile 1996) è stato uno scrittore italiano di libri per l'infanzia.
Ha pubblicato romanzi, racconti, fiabe d'avventura con intento educativo per i bambini della scuola primaria. Tra le sue opere più note: il romanzo Diecimila anni fa - ed. Le Monnier /Salani (1980). 3º classificato nel 1988 al Premio Cento con il libro "Flaviano il longobardo: avventura e mistero nel lontano Medioevo " Edizioni Petrini. Il suo biografo è Gordiano Lupi, che ha scritto Per conoscere Aldo Zelli - Vita e opere di un grande scrittore per ragazzi (Il Foglio Letterario, 2000).

## Opere
- KASLAN "Storia di un dromedario intelligente", Milano, L'Ariete, 1966.
- Il marinaio zoppo e altri racconti, Milano, L'Ariete, 1967.
- Il magnifico corsaro : Mohammed Abdalla di Chio : una storia tripolina del 600, Torino, Paravia, 1971.
- Sinforiano gatto vegetariano, Milano, L'Ariete, 1973 Ristampato nel 2010 dalla casa editrice La Bancarella ISBN 978-88-89971-94-9
- Diecimila anni fa, Firenze, Le Monnier/Salani, 1980. ISBN 88-00-33053-3.
- La stirpe di Horo, Livorno, La Fortezza, 1982.
- Buffe storie di animali, Brescia, La scuola, 1985. ISBN 88-350-7630-7.
- Larthi principessa etrusca, Brescia, La scuola, 1985. ISBN 88-350-7616-1.
- Flaviano, il longobardo : avventura e mistero nel lontano Medioevo , Torino, Petrini, 1988.
- Roma primo secolo: L'anello di Germanico,(a cura di Valerio Cantafio), Firenze, Le Monnier, 1991. ISBN 88-00-33093-2.
- Schiava in Babilonia, (a cura di Bartolomeo Vanzetti), Torino, Società editrice internazionale, 1995. ISBN 88-05-02412-0.
- Cronache della Staggetta, Firenze, P. Chegai, 1998.
- Putifarre e Serafino, Piombino, Il Foglio, 2001. ISBN 88-900516-5-5.
- Le voci lontane ,racconto, Piombino, Il Foglio, 2002.
- Gigli di mare - Piombino in movimento la memoria di Aldo Zelli (a cura di Fabio Strinati e Roberto Mosi), Piombino, Il Foglio, 2018.